# NBC Studios
Gli NBC Studios si trovano nello storico 30 Rockefeller Plaza (sulla Sesta Strada, tra la 49a e la 50a strada) sito nel quartiere di Manhattan, a New York. L'edificio ospita il quartier generale della rete televisiva NBC, l'NBC Universal, la stazione di punta della NBC, la WNBC (di Channel 4), oltre al canale di notizie via cavo MSNBC.